# Marte desarmado por Venus y las Gracias
Marte desarmado por Venus y las Gracias es una pintura de Jacques-Louis David, que se conserva en los Museos Reales de Bellas Artes de Bélgica en Bruselas.
Es un lienzo monumental realizado en los últimos años de Jacques-Louis David, durante su exilio, y con él pone fin a una larga carrera artística. Tenía 73 años cuando comenzó esta obra en Bruselas, y tardó tres años en completarlo. En una escena fantástica con un templo que flota entre las nubes, Venus y sus acólitos, las Tres Gracias y Cupido, se aplican en desarmar al dios. 
Marte, el dios de la guerra, es despojado de sus armas con complacencia, mientras sucumbe a los encantos de Venus, reflejando una de las imágenes recuperadas en el Renacimiento que muestra a ambos dioses como una pareja ideal.
Este trabajo es un intento impresionante y ambicioso por lograr una síntesis entre el mundo antiguo, el idealismo y el realismo y fue presentado en una exposición privada en París.